# Линија 1 (Атински метро)
Линија 1 је најстарија од три линије атинског метроа, која иде од Кифисије до Пиреја. Железничка компанија Атина-Пиреј је први пут отворила линију између Пиреја и Тисеја 27. фебруара 1869. 4. фебруара 1885. железничка линија Лаврион Трг-Строфили отворена је између трга Атики и Кифисије. Ове железничке линије су се постепено спајале и претварале у систем брзог транзита. Спојен је у мрежу атинског метроа након отварања линија 2 и 3 28. јануара 2000.

## Мрежа
Линија 1 повезује луку Пиреј са северним предграђем Кифисијом. Изграђен је на 1.435 мм стандардног колосека и електрификован је помоћу горњег контактног система, који такође користе Линије 2 и 3.
Од Пиреја линија иде на исток до Фалира, а затим на север до Мосхата, Калитее, Тавра, Петралоне, Тисија, Монастиракија, Омоније, Викторије и Атикија. Између Монастиракија и Атикија линија пролази подземно. На Монастиракију путници могу да пређу на Линију 3, а на Омонији и Атики на Линију 2. Од Атикија линија се наставља на север, пратећи трасу старе железнице трг Лаврион-Строфили кроз Патисију, Неа Јонију, Ираклио, Маруси и завршава у Кифисији. На станици Нерантзиотиса путници могу да пређу на атинску приградску железницу, за међународни аеродром у Атини.
Линија 1 има физичку везу са линијом 2 на станици Атики.

## Станице
Називи станица на овој табели, на српском и грчком језику, написани су према ознакама. Листа се такође креће од југа ка северу.
| † | Терминална станица |
| # | Разводна станица   |

| Станица српски   | Станица грчки               | Слика | Општина                       | Датум отварања                   | Координате                                                |
| ---------------- | --------------------------- | ----- | ----------------------------- | -------------------------------- | --------------------------------------------------------- |
| Пиреј†#          | Πειραιάς                    |       | Piraeus                       | 27 February 1869                 | 37° 56′ 53″ С; 23° 38′ 37″ И / 37.948020° С; 23.643555° И |
| Нео Фалиро#      | Νέο Φάληρο                  |       | Piraeus                       | 9 August 1882 resited 1887       | 37° 56′ 42″ С; 23° 39′ 55″ И / 37.944960° С; 23.665285° И |
| Мосхато          | Μοσχάτο                     |       | Moschato-Tavros               | 9 August 1882                    | 37° 57′ 19″ С; 23° 40′ 50″ И / 37.955250° С; 23.680465° И |
| Калитеа          | Καλλιθέα                    |       | - Kallithea - Moschato-Tavros | 1 July 1928                      | 37° 57′ 37″ С; 23° 41′ 49″ И / 37.960395° С; 23.697005° И |
| Таврос           | Ταύρος Ελευθέριος Βενιζέλος |       | Moschato-Tavros               | 6 February 1989                  | 37° 57′ 44″ С; 23° 42′ 12″ И / 37.962360° С; 23.703330° И |
| Петралона        | Πετράλωνα                   |       | Athens                        | 22 November 1954                 | 37° 58′ 06″ С; 23° 42′ 33″ И / 37.968455° С; 23.709115° И |
| Tисио            | Θησείο                      |       | Athens                        | 27 February 1869                 | 37° 58′ 36″ С; 23° 43′ 12″ И / 37.976755° С; 23.720130° И |
| Монастираки#     | Μοναστηράκι                 |       | Athens                        | 17 May 1895                      | 37° 58′ 34″ С; 23° 43′ 31″ И / 37.975985° С; 23.725390° И |
| Омонија#         | Ομόνοια                     |       | Athens                        | 17 May 1895 resited 21 July 1930 | 37° 59′ 03″ С; 23° 43′ 41″ И / 37.984030° С; 23.727970° И |
| Викторија        | Βικτώρια                    |       | Athens                        | 1 March 1948                     | 37° 59′ 35″ С; 23° 43′ 49″ И / 37.992960° С; 23.730195° И |
| Атики#           | Αττική                      |       | Athens                        | 30 June 1949                     | 37° 59′ 58″ С; 23° 43′ 22″ И / 37.999495° С; 23.722800° И |
| Агиос Николас    | Άγιος Νικόλαος              |       | Athens                        | 12 February 1956                 | 38° 00′ 25″ С; 23° 43′ 39″ И / 38.006820° С; 23.727635° И |
| Като Патисија    | Κάτω Πατήσια                |       | Athens                        | 12 February 1956                 | 38° 00′ 41″ С; 23° 43′ 43″ И / 38.011505° С; 23.728560° И |
| Агиос Елефтериос | Άγιος Ελευθέριος            |       | Athens                        | 4 August 1961                    | 38° 01′ 11″ С; 23° 43′ 54″ И / 38.019805° С; 23.731630° И |
| Ано Патисија     | Άνω Πατήσια                 |       | Athens                        | 12 February 1956                 | 38° 01′ 25″ С; 23° 44′ 10″ И / 38.023735° С; 23.735990° И |
| Перисос          | Περισσός                    |       | Nea Ionia                     | 14 March 1956                    | 38° 01′ 58″ С; 23° 44′ 41″ И / 38.032785° С; 23.744700° И |
| Пефкакија        | Πευκάκια                    |       | Nea Ionia                     | 5 July 1956                      | 38° 02′ 13″ С; 23° 45′ 00″ И / 38.037040° С; 23.750120° И |
| Неа Јонија       | Νέα Ιωνία                   |       | Nea Ionia                     | 14 March 1956                    | 38° 02′ 29″ С; 23° 45′ 17″ И / 38.041430° С; 23.754835° И |
| Ираклио          | Ηράκλειο                    |       | Irakleio                      | 4 March 1957                     | 38° 02′ 46″ С; 23° 45′ 58″ И / 38.046200° С; 23.766000° И |
| Ирини            | Ειρήνη                      |       | Marousi                       | 3 September 1982                 | 38° 02′ 36″ С; 23° 47′ 00″ И / 38.043280° С; 23.783310° И |
| Неранциотиса#    | Νεραντζιώτισσα              |       | Marousi                       | 6 August 2004                    | 38° 02′ 42″ С; 23° 47′ 35″ И / 38.045120° С; 23.792945° И |
| Маруси           | Μαρούσι                     |       | Marousi                       | 1 September 1957                 | 38° 03′ 22″ С; 23° 48′ 18″ И / 38.056225° С; 23.804915° И |
| КАТ              | ΚΑΤ                         |       | - Kifissia - Marousi          | 27 March 1989                    | 38° 03′ 57″ С; 23° 48′ 14″ И / 38.065955° С; 23.804020° И |
| Кифисија†        | Κηφισιά                     |       | Kifissia                      | 10 August 1957                   | 38° 04′ 24″ С; 23° 48′ 29″ И / 38.073225° С; 23.808160° И |

## Несреће

### Инциденти пада људи на железничке пруге
Било случајно или намерно (нпр. самоубиство у возу), нажалост је прилично често. 29. јула 2022. човек је пао на пруге станице Ано Патисија, а пруге су привремено биле затворене док су полиција и лекари процењивали ситуацију. 26. маја 2024. особа је пала на пруге линије 1 на станици Неа Јонија, где су полицијска возила и кола хитне помоћи послата да анализирају ситуацију, а пруге су привремено затворене. У октобру исте године исти догађај се догодио на пешачком мосту у близини станице КАТ. У децембру исте године догодио се исти догађај, човек је пао са пешачког моста у близини Ано Патисија на пруге испод себе, где су лекари послати да га извуку, што је довело до кашњења у пругама за скоро 7 минута. 13. јануара 2025. 69-годишњи мушкарац је пао са станице Агиос Елефтериос, зауставио је ред вожње и полиција га је пронашла мртвог.

### Остали инциденти
16. новембра 2021. воз у близини станице Агиос Николаос сударио се са групом радника на машини која се користи за пескарење пруге, при чему је један радник погинуо, а два су повређена. 25. септембра 2024. пруге између станица Нерациотиса и Ирини су се запалиле због сувог палог дрвећа, ватрогасци су брзо послати на место догађаја, воз је заустављен, а путници су брзо изашли без повреда. 1. јануара 2025. први воз заказан за 2025. годину је доживео квар, јер су му се врата на једној страни воза отворила док је саобраћао између станица Ано Патисија и Перисос. То се догодило само 2 дана након другог инцидента где су на станици Мосхато пруге почеле да испуштају алармантно густу количину дима. 31. јануара 2025. на истој станици у Мосхату догодио се исти догађај на исти начин, а званичници су изјавили да је можда узрокован кваром, највероватније током коришћења кочница.